# Trondheim Torg
Trondheim Torg er et storcenter, som ligger ved Torvet i Trondheim, Norge. 
Indkøbscenteret har 73 butikker og syv spisesteder fordelt på fire etager. Centeret blev etableret i 1992 som en modvægt til City Syd, som ligger udenfor byen og som er blandt Norges største storcentre. Efter udvidelsen i 2002, som tog et helt kvartal at udføre, blev en række med træhusbebyggelser langs Prinsensgate en del af centeret. Denne udvidelsen gjorde at Trondheim Torg nu er et af de største storcentre nord for Dovre.
Trondheim Torg blev kåret til Årets storcenter i 1998 af Norsk Kjøpesenterforening.